# 林泉生
林泉生（1299年—1361年），字清源，號謙牧齋，晚號覺是軒，江浙永福（今福建永泰）人，進士出身。

## 生平
林泉生出生於大德三年（1299年），自小好學，先後治《易》與《春秋》。天曆三年（1330年）登庚午科左榜進士，授福清州同知。任永嘉县尹。性自负，好议论，常与门生畅谈至深夜。官至翰林直学士，奉议大夫。卒谥文敏。著有《春秋論斷》及《觉是集》二十卷。與盧琦、陳旅、林以順等人並稱“元末閩中文學四大名士”。

## 家族
父林士霆，曾任任兴化军事录。